# 泰坦巨蟲屬
泰坦巨蟲屬，又稱為巨翅蟲屬、泰坦鳴蟲屬，是已滅絕的巨翅目昆蟲，生存於三疊紀時期的吉爾吉斯瑪迪根組，模式種為尋常泰坦巨蟲（G. vulgaris），由蘇聯古生物學家亞歷山大·格里戈勒維奇·沙洛夫於1968年發表命名。 泰坦巨蟲屬為泰坦巨蟲科的模式屬，與同屬於泰坦巨蟲科的微巨蟲屬和Ootitan為近親。與泰坦巨蟲生存於同一地區的其他物種包括長鱗龍及沙洛維龍。

## 描述

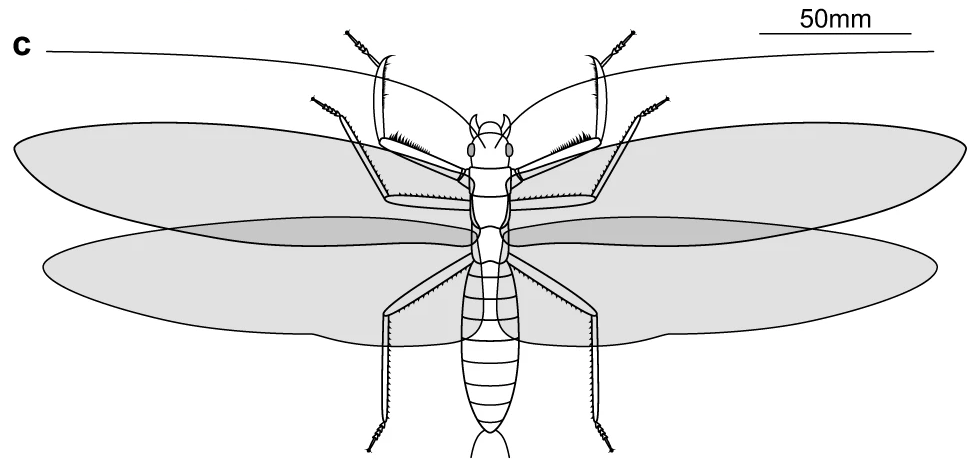
尋常泰坦巨蟲（G. vulgaris）復原圖

泰坦巨蟲屬於體型十分巨大的昆蟲，其模式種尋常泰坦巨蟲翼展估計可超過40（16英寸）。雖然牠們具有與現存直翅目帝王螽斯大小近似的翅膀，但是身軀部分重量卻為帝王螽斯的150%，這意味著泰坦巨蟲可能不具有飛行能力，僅能進行簡單的滑翔。泰坦巨蟲是與螳螂類似的掠食者，具有同樣帶鋸齒可抓握獵物的前肢。翅膀上具有暗色的橫條紋，類似於現存的晝行性螳螂乞睫螳。另外，牠們翅膀上的結構受光照時能反射出炫光，推測是用於混淆掠食者的視線，減少被獵食的機率。從這些特徵看來，泰坦巨蟲應該也是屬於晝行性的昆蟲。和其他泰坦巨蟲科的物種一樣，牠們的前翅上具有類似現存蟋蟀的彈器結構，可能也是為了用於鳴聲，但與現存蟋蟀或螽斯不同的是，泰坦巨蟲無論是雄蟲抑或是雌蟲都具有鳴聲的能力。產卵管上具有銳利的脊，可能是於產卵時方便插入至植物組織內，類似於部分現存的直翅目物種。